# 2020年ナゴルノ・カラバフ紛争
2020年のナゴルノ・カラバフ紛争（ナゴルノ・カラバフふんそう）または第2次ナゴルノ・カラバフ戦争（紛争）（だいにじナゴルノ・カラバフせんそう/ふんそう、アルメニア語: Հայ-ադրբեջանական պատերազմ、アゼルバイジャン語: İkinci Qarabağ müharibəsi）は、コーカサス地方のアゼルバイジャンとアルメニアの係争地となっているアルツァフ共和国（ナゴルノ・カラバフ共和国）を巡り、2020年に起きた軍事衝突である。1カ月半の戦闘行為と数回にわたる停戦合意を経て、アゼルバイジャンが事実上勝利した。アルツァフ共和国は領土の大部分をアゼルバイジャンに返還し、実効支配地域は旧ナゴルノ・カラバフ自治州の領域のみとなったが、帰属の決定については将来に棚上げされた。
停戦合意とそれを遵守させるためのロシア連邦軍監視部隊の駐留後も、断続的な武力衝突や、アルメニア本土とアルツァフ共和国を結ぶラチン回廊の封鎖が起きている（「停戦後」節や「2022年アゼルバイジャン・アルメニア軍事衝突」、「2023年ナゴルノ・カラバフ衝突」で詳述）。

## 概要
2020年9月27日の朝、ナゴルノ・カラバフ境界沿いで勃発した。双方とも相手が先に攻撃したと主張しているが、衝突はアゼルバイジャンによって戦端を開かれた可能性が高く、主要攻撃目標は山岳地帯の少ないナゴルノ・カラバフ南部とされた。
国連や多数の国々が軍事衝突を強く非難し、停戦交渉を再開するよう双方に求めた一方、アフガニスタン、パキスタン、イスラエル、トルコはアゼルバイジャンへの支持を表明した。また、フランスがアルメニアへの支持を表明し、イランもアルメニアを支持したが、地域の安定化を求める声を無視しての支持だとして非難されている。なお、サウジアラビアとアラブ首長国連邦は、アルメニアを支援したと考えられている。また、アゼルバイジャンの大統領補佐官は停戦に向けた解決案の策定に日本も関与するよう求めている。
アルメニアとアゼルバイジャンは10月10日正午からの停戦と、欧州安全協力機構ミンスクグループの仲介による実質的な協議を開始することに合意した。停戦合意後も戦闘が続き、10月17日に軍事衝突の鎮静化を図るため、10月18日0時からの停戦に合意した。しかしこの停戦も履行される気配はなく、10月25日にはアメリカ合衆国の仲介によって10月26日8時からの停戦に合意した。この三度目の合意後も戦闘が続き、11月10日にはロシア連邦とともに四度目の停戦合意を行った。

## 背景
アルメニアとアゼルバイジャンはともにソビエト連邦構成共和国であったが、ソビエト連邦の崩壊に前後して対立・戦闘が起きるようになった（ナゴルノ・カラバフ戦争）。
2020年に紛争が再燃した要因については以下の説がある。
- アゼルバイジャンは、アルメニアのパシニャン政権がナゴルノ・カラバフでの影響力を強めようとしていることに反発[28]。
- アゼルバイジャンは、アリエフ親子2代にわたる政権の長期化に対する国民の不満及び石油価格下落による経済圧迫と新型コロナウイルスによる社会不安からの国民の不満を解消しようとした[28]。
- アゼルバイジャンは、アルメニアのパシニャン政権が旧体制の一掃を図ったことで、アルメニアが同盟国のロシア及びナゴルノ・カラバフ勢力との不和が生じた展開を好機ととらえた可能性[29][30]。

## 戦闘の経過

### 9月27日
アルツァフ共和国大統領府の発表によると、9月27日朝にアゼルバイジャン軍が首都ステパナケルトを含む共和国内で、軍事施設を標的に爆撃を開始した。アルツァフ共和国では動員令と戒厳令が発令された。
アルメニア国防省は、現地時間8時10分にアルツァフ共和国首都ステパナケルトを狙ったアゼルバイジャンの攻撃が開始され、アゼルバイジャン軍は兵員、戦車、ロケット砲、航空機、無人航空機（UAV、ドローン）を投入していると発表した。
アゼルバイジャンは、現地時間6時頃、アルメニア軍が国境付近のアゼルバイジャン軍陣地と周辺の集落に対して砲撃を開始し、アルメニア軍への反撃を開始したと発表した。アゼルバイジャン大統領上級顧問のヒクメト・ハジエフは、アルメニア軍が国境線への攻撃を開始したとして非難した。イルハム・アリエフ大統領は、軍事衝突について国民へテレビ演説を行った。午後には、アゼルバイジャンで戒厳令と夜間外出禁止令が発令され、戒厳令は9月28日深夜から、夜間外出禁止令は首都バクーや主要都市および一部の地域で21時から9月28日6時まで敷かれると発表された。
アゼルバイジャン軍は戦車、榴弾砲、多連装ロケット砲、航空機を前線付近に配置し、ナゴルノ・カラバフの奥深くまで進攻、アルメニア国防省によると、アゼルバイジャン軍はアルメニアのヴァルデニス方面への攻撃も開始した。
アゼルバイジャン国防省は、ナゴルノ・カラバフの村7か所（ガラカンバイリ、ガルヴァンド、ホラディズ、ユクサリ、アシャグイ、ボユクマルジャンリ、ヌズガル）を占領したと発表した。一方、アルツァフ国防省はアゼルバイジャン軍のプロパガンダとしてこれらの発表を否定した。16時29分、アゼルバイジャン国防省は、アグダラへの攻撃を回避し、死傷者を減らすためにこの地域のアルメニア軍に降伏を勧告したと発表した。民間人と捕虜は国際人道法およびジュネーヴ条約に従って扱われることを確認した。また、アゼルバイジャン国防省はムロヴ山脈の山頂を占領したと発表、また、ナゴルノ・カラバフとアルメニアを結ぶヴァルデニス-マルタケルト/アグダラ高速道路をアゼルバイジャン軍が管理下に置いたと発表した。さらに、アゼルバイジャン軍のUAVがアルメニア軍の弾薬庫を破壊したと発表した。
イランの東アーザルバーイジャーン州副知事は、軍事衝突によってホダー・アーファリーン郡ハラフ・ベイグルーイェ・ソフラにロケット弾が着弾したと発表した。

### 9月28日
9月28日1時頃、アゼルバイジャン国防省はアゼルバイジャン軍への襲撃を図る3両のアルメニア軍車両の映像を公開、死傷者に関するものを含め、アルメニア側の発表を否定し、非難した。また、6時45分頃には、アルメニア軍の物資と車両を破壊する映像を公開した。8時頃にアゼルバイジャン国防省は、アルメニア軍が早朝にタタールを攻撃したため、警報を発令したと発表した。一方、アゼルバイジャン外務省はアルメニア軍が意図的に民間人を標的にしたと発表した。アゼルバイジャン国防省は、アルメニア軍戦車T-72やT-80など2両を攻撃した映像を公開した。アルツァフ共和国のアライク・ハルチュニャン大統領は、早朝の衝突時にアルメニア軍が以前の境界線まで戦線を押し戻したと発表した。10時にアゼルバイジャン国防省は交戦時の映像を公開し、アルメニア軍が大きな損害を被り、アゼルバイジャン軍がタルシュ周辺において、戦略的有利となる高地を確保したと発表、また、アルメニア人の死傷者の中にシリアなど中東諸国のアルメニア系傭兵が含まれていたとも発表した。
13時10分頃、アゼルバイジャン国防省は、アルメニア軍戦車T-72やT-80など2両がアゼルバイジャン軍のUAVによって破壊された映像を公開した。14時頃、アルメニアのメディアは、アゼルバイジャン軍のUAVがヴァルデニス付近で撃墜されたと報道した。ハルチュニャン大統領は、アゼルバイジャン軍が多方面の戦線でアルメニア軍の攻撃を受けていると発表した.。15時30分頃、アゼルバイジャン国防省はアルメニア軍が補給問題に直面していると発表し、その直後、アゼルバイジャン軍が制圧した集落を砲撃していた、アグダラ付近のアルメニア軍砲兵部隊を攻撃、アルメニア軍は損失を被り、撤退したと発表した。
17時頃、アゼルバイジャン国防省は破壊されたアルメニア軍車両の映像を公開し、前線で破壊されたものと発表した。19時頃、アゼルバイジャン国防省は、アルメニア軍がゴランボイ県のユハル・アグジャケンドとカラムサルを攻撃したと発表した。20時頃、アルツァフ国防軍副司令官アルトゥル・サルキシャンは、アルメニア軍が数か所の領土を奪還したと発表した。アルツァフ国民議会議長Arthur Tovmasyanは、アルメニア軍がアゼルバイジャン軍を撃退し、アゼルバイジャン領土へ進攻したと発表した。21時頃、アルメニア国防省のArtsrun Hovhannisyanワスゲン・サルキシャン軍事大学司令部教官兼人事部長は、アゼルバイジャン軍が新たに、アラス川とマタギス - タルシュ方面で大規模攻勢を開始したと発表した。約1時間後、ホジャベンド付近でアゼルバイジャン軍航空機を撃墜したと発表したが、アゼルバイジャンはこれを否定した。さらにアゼルバイジャン国防省は、アゼルバイジャンが戦闘にF-16戦闘機を使用したというアルメニアの主張を否定し、アゼルバイジャン空軍はF-16を保有していないと述べた。
イランのメディアは、2発のロケット弾がホダー・アーファリーン郡の民家付近に着弾したと報じた。

### 9月29日
9月29日8時頃、アゼルバイジャン国防省は夜間に前線で激しい衝突が続き、アルメニア軍が反撃を繰り返し試みたが、アゼルバイジャン軍が撃退したと発表した。また、アゼルバイジャン空軍と陸軍がマダギスからアグダラ方面へ移動するアルメニア軍の車列と、砲兵部隊を破壊したと発表した。9時頃、アゼルバイジャン国防省はダシュキャサン県が7時30分から、アルメニアのヴァルデニスからの砲撃を受けていると発表したが、アルメニア外務省が否定し、アルメニアに対する攻撃も含め、戦域の拡大の正当化を意図した捏造であると発表した。アゼルバイジャン大統領上級顧問のヒクメト・ハジエフは、「アゼルバイジャンに対する攻撃が主権国家であるアルメニアから行われた。アゼルバイジャンに対するアルメニアの攻撃は進行中である」と述べた。アゼルバイジャン国防省は、フュズリに対するアゼルバイジャン軍の攻撃が早朝から行われ、7時から8時頃にフュズリ - ジェブライルに展開するアルメニア軍戦車4両を破壊したと発表した。この約30分後、アゼルバイジャン国防省は領土が占領されたことを否定した。アルメニア国防省は、アルツァフ国防軍部隊がアゼルバイジャン軍の補給物資を破壊したと発表した。10時15分、アゼルバイジャン国防省は、アルメニア軍戦車2両を破壊する映像を公開した。アルメニア国防省のArtsrun Hovhannisyanワスゲン・サルキシャン軍事大学司令部教官兼人事部長は、2機目のアゼルバイジャン軍UAVを撃墜したと発表した。11時頃、アルメニア国防省はアゼルバイジャン軍がアルメニア国境を越えてヴァルデニスのアルメニア軍基地を攻撃し、空軍も投入されたと発表、同時にアゼルバイジャン国防省は、ホジャヴェンド県に駐留するアルメニア軍第3マルトゥニ自動車化狙撃兵連隊がアゼルバイジャン軍に撃破されたと発表したが、アルツァフ国防省が否定した。アゼルバイジャン国防省は、ジャブライル県でアルメニア軍大佐を殺害し、ホジャヴェンド県でアルメニア軍のBM-27自走多連装ロケット弾発射機を破壊したと発表した。また、アルメニア国防省のArtsrun Hovhannisyanワスゲン・サルキシャン軍事大学司令部教官兼人事部長は、アゼルバイジャン軍が南方および北方からさらなる攻撃を試みたが、アルメニア軍に撃退されたと発表した。アゼルバイジャン国防省は、アルメニアが国内の士気を向上させるために映像を捏造したとして非難した。
12時頃、アルメニア国防省のArtsrun Hovhannisyanワスゲン・サルキシャン軍事大学司令部教官兼人事部長は、アゼルバイジャン軍の攻撃ヘリコプター1機を撃墜したと発表したが、アゼルバイジャン国防省はこの日、ヘリコプターを展開させていなかったとして否定した。また、キョヤルフでアルメニア軍戦車を撃破したと発表した。12時40分頃、アルメニア国防省のArtsrun Hovhannisyanワスゲン・サルキシャン軍事大学司令部教官兼人事部長は、アルツァフ国防軍部隊が9K38携帯式地対空ミサイルでヘリコプター2機を撃墜したと発表し、アルツァフ国防省は撃墜時の映像を公開した。その後、アルメニア国防省のArtsrun Hovhannisyanワスゲン・サルキシャン軍事大学司令部教官兼人事部長は、アゼルバイジャン軍がヴァルデニス周辺を砲撃していると発表した。アゼルバイジャン国防省は、ホジャヴェンド県のハドルトに駐留するアルメニア軍第1連隊の指揮監視所を破壊したと発表したが、アルメニア国防省は、アルメニア軍が重火器を配備し、アゼルバイジャン軍の攻撃を撃退していると発表した。アゼルバイジャン国防省は、アゼルバイジャン軍が制圧したフィズリ県のアサギ・ヴェサリを奪還しようとしたアルメニア軍を撃退したと発表した。13時20分頃、アルメニア国防省はアゼルバイジャン軍が榴弾砲、UAV、戦車、装甲車両を使用して攻撃を開始したと発表した。15時30分頃、アゼルバイジャン国防省は、アルメニアの首都エレバンの防空に配備されていたアルメニア軍のS-300地対空ミサイルシステムが、ナゴルノ・カラバフ方面に配備されているとし、それらは破壊されることになると発表した。その直後、アルメニア国防省は、アルメニア軍がアゼルバイジャン軍の攻撃ヘリコプターを撃墜する映像を公開し、アルメニア国防省のArtsrun Hovhannisyanワスゲン・サルキシャン軍事大学司令部教官兼人事部長は、アルメニア軍がアゼルバイジャン軍戦車を撃破したと発表した。16時30分頃、アゼルバイジャン国防省はアゼルバイジャン軍砲兵部隊がアルメニア軍へ砲撃している映像を公開した。
18時頃、アルツァフ国防省はアゼルバイジャン軍が前線の北方および北東方向から戦車で攻撃したのに対し、アルメニア軍の反撃によって損害を与えたと発表した。また、アルメニア国防省は、ギャンジャ国際空港から離陸したトルコ空軍のF-16戦闘機がアルメニア空軍のSu-25攻撃機を撃墜し、乗員を殺害したと発表したが、アゼルバイジャンとトルコによって否定された。その後、アルメニア国防省はSu-25 (航空機)の残骸の写真を公開した。アゼルバイジャンによると、Su-25 (航空機)攻撃機2機がアルメニア領土から離陸後、山岳に衝突して爆発した。19時30分頃、アルメニア国防省は、アゼルバイジャン軍部隊が破壊された映像を公開した。22時頃、アルメニア国防省は弾薬を輸送していたアゼルバイジャン軍補給部隊の車列を破壊したと発表した。約1時間後、アゼルバイジャン国防省は、アゼルバイジャン軍が砲撃によって、タタール県のハサンガヤ付近のアルメニア軍第5自動車化歩兵連隊第1大隊と、タルシュ方面の第6自動車化歩兵連隊第1大隊の陣地を破壊したと発表した。
イランは、東アーザルバーイジャーン州で外国のドローンを撃墜したと発表した。

### 9月30日

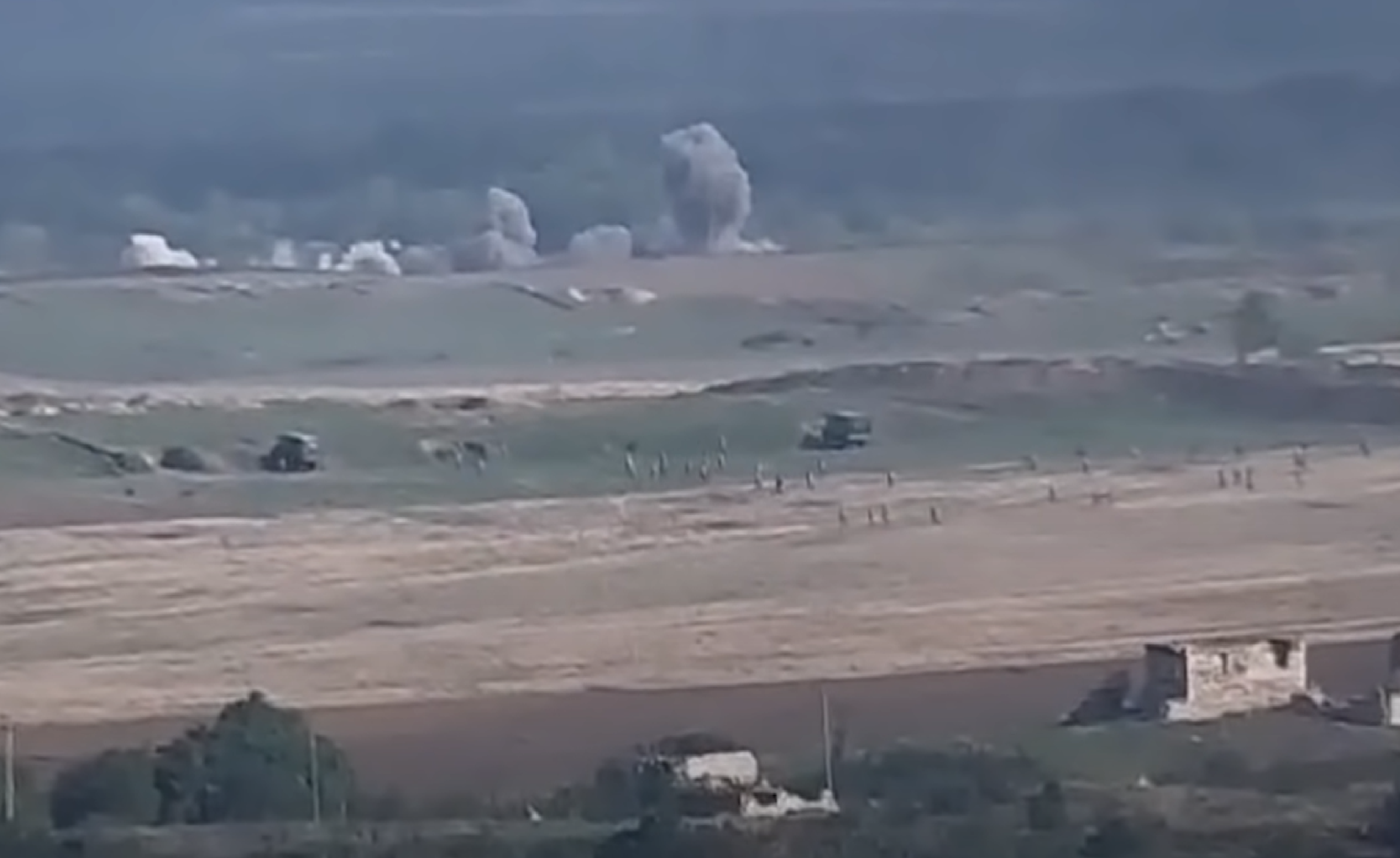
アゼルバイジャン軍がアルメニアの陣地を砲撃

アルメニア国防省よると、小規模の衝突が一晩中続いているとした。9月30日1時10分頃、アゼルバイジャン国防省はジャブライル県で、アルメニア軍の戦車を含む軍用車両を破壊する映像を公開した。8時30分頃、アゼルバイジャン国防省はアルメニア軍がタタール県のタタールを30分間に渡り砲撃したと発表した。アルメニア国防省は、アゼルバイジャン軍のハロップUAVを撃墜したと発表した。10時20分頃、アゼルバイジャン国防省は、マルタケルト - タタール地域においてアゼルバイジャン軍部隊が砲兵支援の下、アルメニア軍を包囲したと発表した。また、10時20分頃には、アルメニア軍がゴランボイ県のアシャギ・アグジャケンドに砲撃を開始したと発表した。11時10分頃、アルメニア国防省はアゼルバイジャン空軍機が前線北側のアルメニア軍陣地を爆撃したと発表した。アゼルバイジャン国防省は、アゼルバイジャン軍がアルメニア軍陣地を砲撃する映像を公開した。また、12時25分頃にアゼルバイジャン国防省は、タタール県のトナシェンを占領していた、アルメニア軍第10山岳師団第7山岳狙撃兵連隊第2大隊が大損害を被り撤退したと発表、攻撃時の映像も公開した。アゼルバイジャン軍は、アルメニア軍第18自動車化師団第41特殊連隊の指揮所を攻撃し、死傷者を出したと発表した。13時頃、アゼルバイジャン国防省は同日午前中にアルメニア軍の歩兵戦闘車やミサイル発射機を含む装備を破壊する映像を公開し、アゼルバイジャン軍を砲撃していたアルメニア軍榴弾砲を破壊する追加映像も公開した。アルメニア国防省は、アルメニア軍がTOS-1A自走多連装ロケット弾発射機を含む大量のアゼルバイジャン軍装備品を破壊したと発表した。15時頃、アゼルバイジャン国防省はアルメニア軍戦車2両を破壊する映像を公開した。また、アゼルバイジャン軍がフィズリ県に展開するアルメニア軍4個大隊、アグダラのアルメニア軍第10山岳師団第5山岳狙撃兵連隊指揮所を攻撃したと発表した。アルメニア国防省は、アゼルバイジャン軍前哨基地と補給物資を破壊したと発表した。アゼルバイジャン国防省は、アルメニア軍補給物資を破壊する3本の映像を公開した。アルメニア国防省は、アルメニア軍がアゼルバイジャン方面へ進攻する映像を公開した。

### 10月1日
アゼルバイジャン国防省によると衝突は一晩続き、アゼルバイジャン軍はアルメニア軍陣地を砲撃したとしたが、アルツァフ国防省は状況は比較的安定していると発表した。10月1日1時10分頃、アゼルバイジャン国防省はアルメニア軍の補給物資を破壊したとする映像を公開した。10時頃には、アルメニア軍が午前中、タタール県のタタールを砲撃したと発表し、さらに11時頃にはアルメニア軍の榴弾砲を破壊する映像を公開した。アルメニア国防省は、アルメニア軍がアスケラン付近でアゼルバイジャン軍のUAVを撃墜したと発表。アルツァフ国防省は、アルメニア軍がアゼルバイジャン軍の進攻を阻止していると発表し、約30分後にはアルメニア軍がララタパ付近でアゼルバイジャン軍の攻撃ヘリコプターを撃墜し、残骸がイラン領に落ちたと発表したが、アゼルバイジャン側は否定した。13時頃、アゼルバイジャン国防省はジャブライル県とフィズリ県が、アルメニアのゴリスからロケット弾攻撃を受けたと発表し、ほどなくしてチョジュクマルジャンリ、ホラディズとゴランボイ県、タタール県、アグダム県の最前線付近の村が攻撃されたと発表した。14時40分頃、アルツァフ国防省は、アルメニア軍がアゼルバイジャン軍機2機とヘリコプター1機を撃墜したと発表したが、アゼルバイジャン側はこの日、航空機を展開させていなかったとして否定した。アゼルバイジャン国防省は、数基のアルメニア軍防空兵器と多連装ロケットシステムを破壊したと発表した。また、19時には、17時50分からホラディズに対してアルメニア軍の砲撃が行われていると発表した。23時頃、アルメニア国防省は、ゲガルクニク地方のシャトヴァンとメッツマスリクがアゼルバイジャン軍の砲撃を受けていると発表した。その約30分後にはアゼルバイジャン国防省が、アルメニアのコタイク地方でアゼルバイジャン軍のUAVがアルメニア軍に撃墜されたと発表した。
イランのメディアは、アゼルバイジャン軍のロケット弾がホダー・アーファリーン郡のパルヴィーズ・ハンローに着弾したと報じた。

### 10月2日
アゼルバイジャン国防省によると、深夜から早朝にかけて前線各地で衝突が続き、アゼルバイジャン軍はマタギス周辺の高地を占領したが、アルツァフ国防省は緊張状態が続いているが、状況は比較的安定しているとした。10月2日9時30分頃、アゼルバイジャン国防省はアグダム県のヒンドリスタン、アルブイリ、アフメダガリ、サファルリがアルメニア軍の激しい砲撃を受けたと発表した。11時頃にアゼルバイジャン国防省はアルメニア軍の車両と人員への攻撃時の映像を公開した。12時40分にアゼルバイジャン国防省はアグダム県のクザンリがナゴルノ・カラバフからロケット弾攻撃を受けたほか、シャムキル県のサビルケンドに対してアルメニア軍が10発のOTR-21 トーチカ戦術弾道ミサイルを発射したと発表したが、アルメニア側は否定した。アゼルバイジャン国防省は、アルメニア軍がバルダ県のイミリ、トヴズ県のアグダム、アグダム県のクザンリをロケット弾攻撃したと発表した。14時頃、アルメニア国防省はアゼルバイジャン軍がステパナケルトを砲撃していると発表した。約1時間後にアゼルバイジャン国防省は、アルメニア軍の補給物資を破壊した映像を公開した。また、16時40頃には、タタール県のタタール、シハルク、バルダ県のソガンベルディラがアルメニア軍の砲撃を受けたと発表し、さらに約1時間後には、アゼルバイジャン軍がアルメニア軍の野戦陣地を破壊したとして、映像を公開した。

### 10月3日
アゼルバイジャン国防省によると前線は引き続き緊張状態であり、アルメニア国防省は前線の北側と南側で激しい戦闘が継続中であると発表した。10月3日10時40分頃、アゼルバイジャン国防省はタタール県のタタール、サラバド、カズヤン、カパンリル、カイナク、アスキパラ、フセインリとアグダム県のアヤク・カルベンド、イマムカルベリ、カラダグリ、テゼケンド、アグジャバディ県のムガンリ、キヤマダニ、ランズバラ、ゴランボイ県のタプ・カラコユンルが、アルメニア軍の集中的な砲撃を受けたと発表した。19時40分頃、アゼルバイジャンのアリエフ大統領は、アゼルバイジャン軍がスゴブシャンを制圧したと発表、また、アゼルバイジャン軍がタタール県のタルシュ、ジャブライル県のメディリ、シャシリ、アサギ・マラヤン、シャベイ、クチャク、フィズリ県のアサギ・アブドラフマンリを制圧したと発表した。

### 10月4日
アルメニア国防省は、深夜における前線の状況は比較的安定しているが、緊張状態が続いているとした。10月4日9時頃、アゼルバイジャン国防省はアルメニア軍がタタールとホラディズ付近でロケット弾を発射していると発表した。10時30分頃、アゼルバイジャン国防省はアルメニア軍がアグダム県とタタール県からフィズリ県を砲撃したと発表、アルツァフ国防省はアゼルバイジャン軍がステパナケルトを砲撃したと発表した。約30分後、アゼルバイジャン国防省はギャンジャがアルメニア軍の攻撃を受けていると発表、アルツァフ国防省はこの攻撃によって、アルメニア軍がギャンジャ国際空港を破壊したと発表したが、アゼルバイジャンはこれを否定した。14時頃、アゼルバイジャンは、10月4日午前中に前線を視察していたアルツァフ共和国のハルチュニヤン大統領が重傷を負ったと発表したが、アルツァフ側は否定した。約1時間後、アゼルバイジャン国防省はアルメニア軍砲兵部隊、装甲車両および補給部隊を破壊する映像を公開した。また、16時頃にアゼルバイジャン国防省は、アルメニア軍がアグジャバディ県のサリカル、アグダム県のバハール、チュラクリ、バルダ県のウチョグラン、サベレルを砲撃したと発表した。約40分後にはアゼルバイジャンのアリエフ大統領が、アゼルバイジャン軍がジャブライル県のジャブライルのほか、カルクル、シュクルベリ、ユハルマラヤン、カラカン、ダケサン、ホロブル、マフムドル、ジャファラバド、デカルを制圧したと発表した。アルメニア国防省は、アゼルバイジャン軍がマタギスから撤退する映像を公開した。22時40分頃、アゼルバイジャン国防省はアルメニア軍がタタールとミンゲチェヴィルをロケット弾攻撃し、ミンゲチェヴィル貯水池を軍事目標とみなしたと発表したが、アルメニアとアルツァフ側は否定した。約1時間後にアゼルバイジャン大統領府は、アルメニア軍がフズィ県とアブシェロン県に中距離ミサイル2発を発射したと発表した。

### 10月5日
アルメニア国防省によると衝突は一晩中続き、アゼルバイジャン軍は南方から攻撃を開始した。10月5日10時にアゼルバイジャン国防省はアルメニアのジェルムク、カパン、ベルドからロケット弾が発射されたことを示すレーダー記録映像を公開した。アルメニア国防省は、アゼルバイジャン軍がステパナケルトをロケット弾攻撃していると発表した。約1時間後、アゼルバイジャン国防省はアルメニア軍がベイラガン、バルダ、タタールを砲撃したと発表した。また、正午にアゼルバイジャン国防省はアルメニア軍がホラディズとタタールのほか、タタール県、アグジャバディ県、ゴランボイ県、ギョイギョル県の村を砲撃していると発表した。アゼルバイジャン大統領府は、アルメニア軍がギャンジャ、バルダ、ベイラガンおよびその他の都市をミサイルとロケット弾で攻撃していると発表し、アゼルバイジャン国防省はギャンジャがアルメニアのベルダから攻撃を受けたと発表した。16時50分頃、アゼルバイジャン国防省はアルメニア軍がアグジャバディ県とベイラガン県の都市を砲撃していると発表した。18時頃、アゼルバイジャン国防省はハドルトに駐留しているアルメニア軍第1自動車化狙撃兵連隊第3大隊が撤退したと発表した。20時20分頃、アゼルバイジャン国防省はアルメニア軍が再びギャンジャを砲撃したと発表。アゼルバイジャンのアリエフ大統領は、アゼルバイジャン軍がジャブライル県のシャハリアガル、サルザリ、マズラを制圧し、アルメニア軍が局地的な戦術的撤退を行ったと発表した。

### 10月6日
衝突は一晩続き、アゼルバイジャン国防省は前線全体で「作戦上および軍事上の優位性」を確保したと発表した。アルツァフ共和国政府は、緊張状態だが状況は安定していると発表した。アゼルバイジャン国防省はまた、アゼルバイジャン軍がバルジャのアルメニア軍弾薬庫を破壊したと発表し、アルメニア軍の補給物資を破壊する映像を公開した。アゼルバイジャンの情報筋によると、アグダム県がアルメニア軍のロケット弾攻撃を受け、学校と消防車が被害を受けた。16時30分頃、アルメニア国防省はアゼルバイジャン軍が南部戦線で新たな攻勢を開始したと発表し、約30分後にはアゼルバイジャン軍がステパナケルトを砲撃していると発表した。19時頃、アゼルバイジャン国防省はアルメニア軍がイェヴラフ県、ゴランボイ県、ベイラガン県を砲撃したと発表した。22時30分頃、アゼルバイジャン検察庁はアルメニア軍のバクー・トビリシ・ジェイハンパイプラインへのミサイル攻撃をアゼルバイジャン軍が阻止したと発表した。直後にアルメニア国防省は、「石油、ガス等のインフラを標的」にしていないと繰り返し否定、アルメニア軍がタタールを砲撃したことを発表した。

### 10月7日
アゼルバイジャン国防省によると、衝突は前線全体で一晩中続いた。10時頃、アゼルバイジャン国防省はアゼルバイジャン軍がジャブライル県を制圧したと発表、また、シュクルベリで行動するアゼルバイジャン軍の映像を公開した。約30分後には、アルメニア軍がタタール県、バルダ県、アグダム県、アグジャバディ県、フズィ県、ジャブライル県を砲撃していると発表した。正午には、アゼルバイジャン軍がアルメニア軍基地を占領したと発表し、アルメニア国防省はアゼルバイジャン軍がステパナケルトを砲撃していると発表した。15時、アゼルバイジャン国防省はアルメニア軍がタタール県とフズィ県を砲撃したと発表。19時30分頃、アルツァフ共和国のハルチュニャン大統領はアルメニア軍が数か所の地域を奪還したと発表した。

### 10月8日

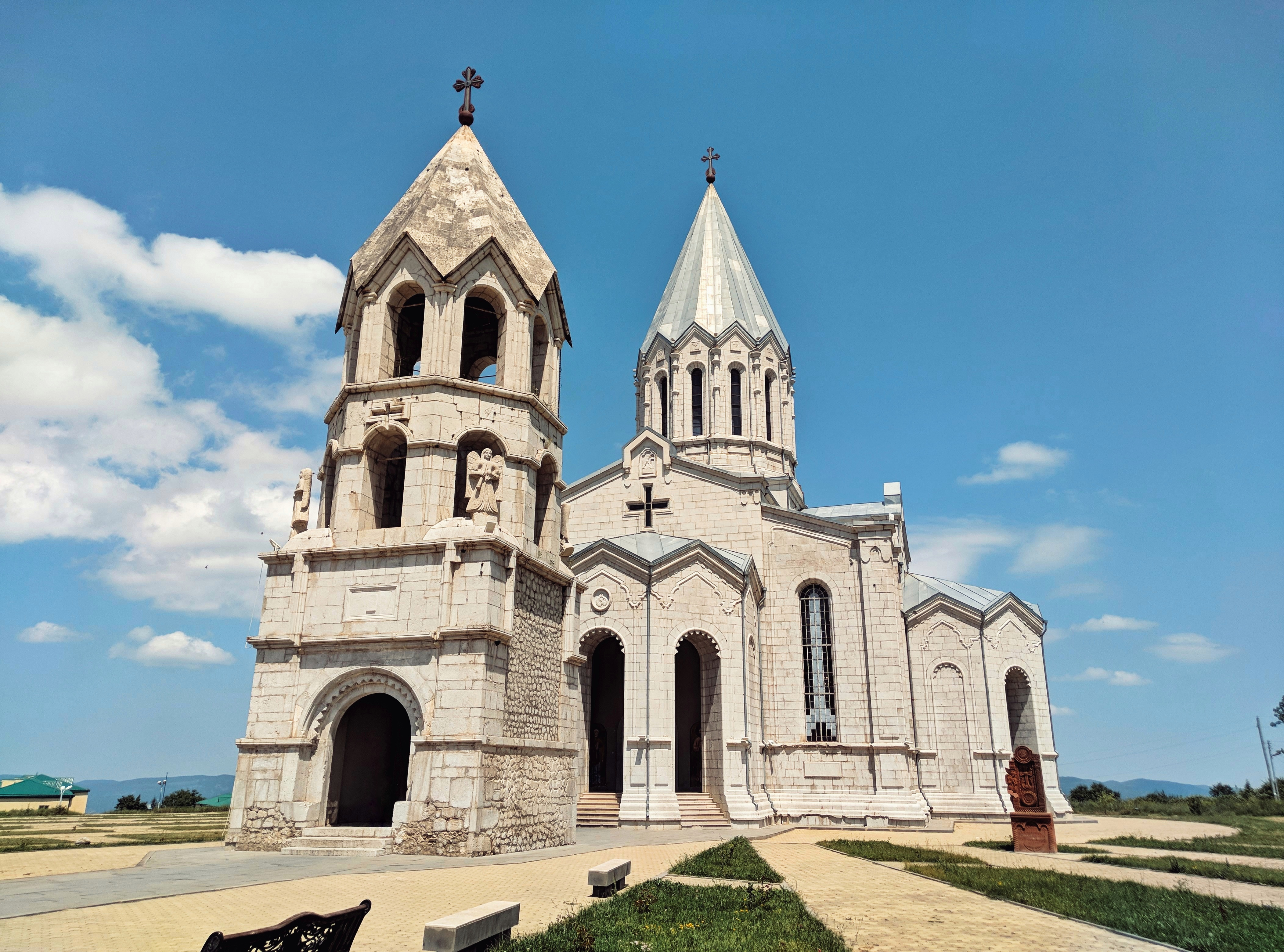
アゼルバイジャン軍が砲撃したとされる、アルツァフ共和国のガザンチェツォツ大聖堂

衝突は一晩中続き、アルツァフ国防省によると前線は緊張状態が継続し、膠着していた。アゼルバイジャン国防省の発表では、アルメニア軍は早朝からゴランボイ県、タタール県、アグダム県、バルダ県、アグジャバディ県、およびバルダの村を砲撃した。正午頃、アゼルバイジャン大統領府はアルメニア軍がギャンジャ、バルダ、タタールおよびその他の都市をBM-30自走多連装ロケット砲で攻撃したと発表した。アルメニアがシュシャのガザンチェツォツ大聖堂がアゼルバイジャン軍の砲撃により、被害を受けたと発表したが、アゼルバイジャン側は否定した。13時頃、アゼルバイジャン国防省はアルメニア軍がバルダにOTR-21戦術弾道ミサイルを発射したと発表した。15時頃にアルメニア国防省はアルメニア軍がアゼルバイジャン軍の攻撃を撃退したと発表。その後、アゼルバイジャン国防省はアルメニア軍がゴランボイ県、タタール県、アグダム県の村を砲撃したと発表し、アルメニア軍の補給物資とインフラを破壊する映像を公開した。

### 10月9日

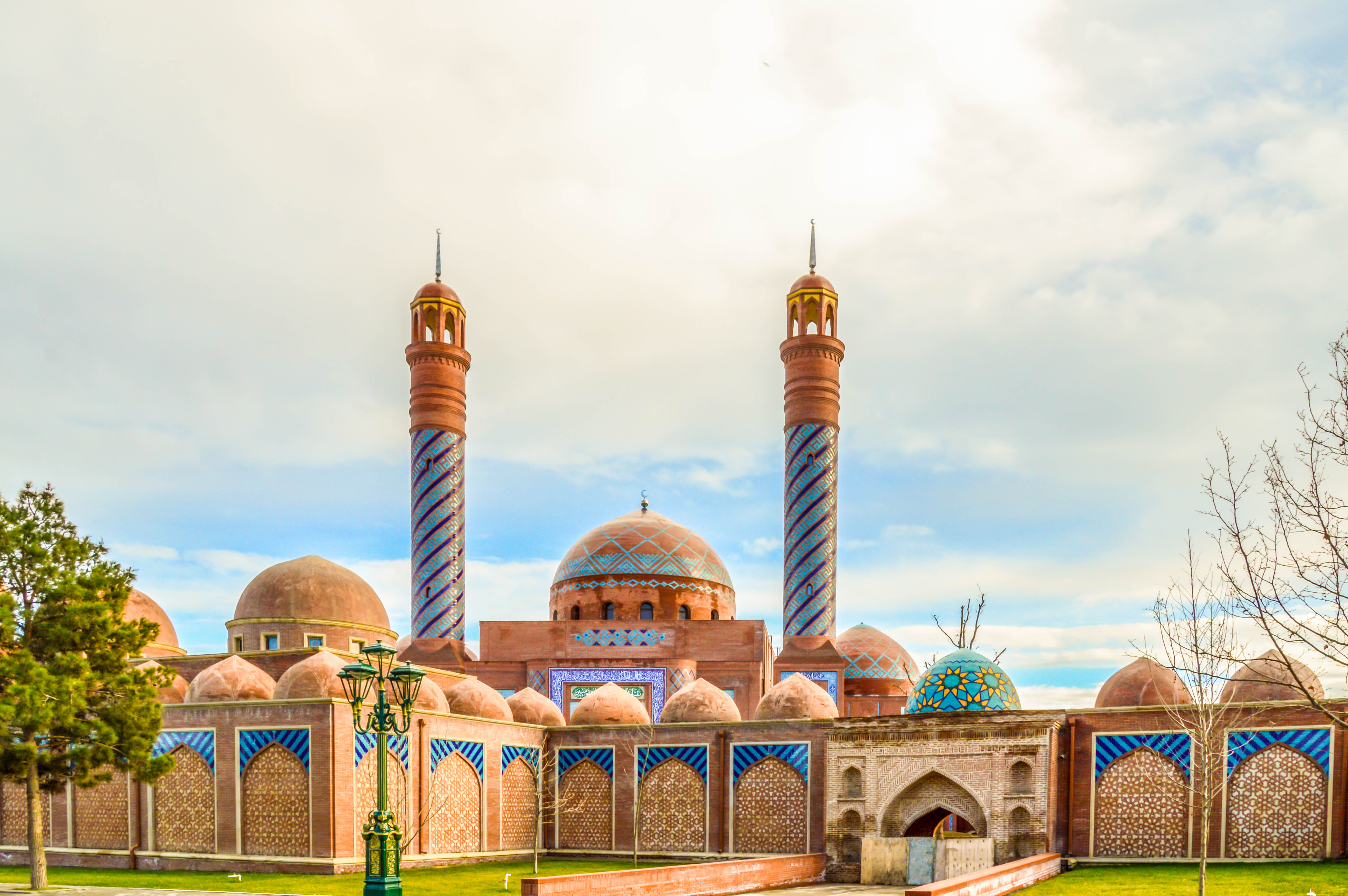
アルメニア軍がミサイル攻撃したとされる、ギャンジャのイマームザーデ廟

アゼルバイジャン国防省によると、午前中にアルメニア軍がゴランボイ県、タタール県、バルダ県、アグダム県、アグジャバディ県とミンゲチェヴィルを砲撃したと発表、また、アゼルバイジャン軍が制圧したジャブライル県の村の映像を公開した。アルメニア国防省は、アゼルバイジャン軍がステパナケルトを砲撃していると発表した。14時頃、アゼルバイジャン国防省は、アルメニア軍がベイラガン県とギャンジャのイマームザーデ廟にミサイルを発射したと発表した。16時30頃、アゼルバイジャン軍がアルメニア本土からミンゲチェヴィルへ飛翔中の弾道ミサイルを撃墜したと発表した。17時頃、アゼルバイジャンのアリエフ大統領は、アゼルバイジャン軍がハドルト、チャイル、ユハリグズリャク、 ゴラズリ、 グシュラク、カラカラ、エフェンディヤル、ソル、スレイマンリを制圧したと発表したが、アルツァフ側はハドルトの制圧を否定した。アゼルバイジャン国防省はアルメニア軍の補給物資を破壊する映像を公開し、スゴブシャン、タリシュを制圧したと発表した。

### 10月10日
アゼルバイジャンとアルメニアの両国外相は9日から10日未明にかけ、モスクワでロシア外相を交えて会談し、アゼルバイジャン領のナゴルノ・カラバフ地域周辺で続く両国軍の戦闘を10日正午から停止させると宣言した。停戦は戦死者の遺体の返還や捕虜の交換を目的とし、具体的な条件はさらに協議するという。

### 一度目の停戦合意とその死文化
10月10日正午の停戦発効後、アルメニアとアゼルバイジャンは相手国に停戦違反行為があったとして非難し、アルメニア国防省は停戦発効5分後にアゼルバイジャン軍が前線へ攻撃を行ったと発表、アゼルバイジャン国防省もアルメニア軍が人口密集地を攻撃したと発表した。
10月11日2時30分頃、アゼルバイジャン国防省は、アルメニア軍がベルドOTR-21戦術弾道ミサイルでギャンジャを攻撃し、9人が死亡し、34人が負傷したと発表したが、アルメニアとアルツァフ側は否定した。また、アゼルバイジャン国防省は、アルメニア軍がミンゲチェヴィル水力発電所をミサイル攻撃したと発表した。18時頃、アゼルバイジャン国防省はアルメニア軍がアグダム県、タタール県、アグジャバディ県、フィズリ県の村を砲撃したと発表した。
小規模の衝突が10月12日まで続き、アゼルバイジャン国防省は、前線上でアゼルバイジャン軍が「優位性」を確保していると発表し、アゼルバイジャンのアリエフ大統領は、アルメニア軍がハドルト奪還を数度にわたって試みたと発表した。その後、アゼルバイジャン国防省は、アルメニア軍が午前中にアグダム県、タタール県、ゴランボイ県を砲撃したと発表した。

### 二度目の停戦合意とその死文化
10月17日、アルメニアとアゼルバイジャンは10月18日0時からの「人道的停戦」で合意した。アゼルバイジャン外務省は今回の停戦合意について、アメリカ、フランス、ロシア首脳の声明に基づくものだとした。
10月18日、アルメニア国防省はアゼルバイジャン軍が0時4分から2時45分の間に北方へ数発の砲撃と、2時20分から2時45分の間に南方へ数発のロケット弾攻撃をしたと発表した。アゼルバイジャン国防省は、ギャダベイ県、トヴズ県に対する、アルメニア軍のチャムバラク、ベルドからの越境攻撃を撃退したと発表した。12時30分にアゼルバイジャン国防省は、ジャブライルでアルメニア軍のSu-25攻撃機を撃墜したと発表したが、アルメニア側は撃墜を否定した。夕方になってアゼルバイジャンは、トヴズ県とアルメニアのタヴシュ地方の回廊から戦死者を搬送する用意があると述べ、アゼルバイジャンのアリエフ大統領はアゼルバイジャン軍がコダアファリン橋とダムを占領したと発表。19時頃、アゼルバイジャン軍はフィズリを制圧した。
10月19日、アゼルバイジャン国防省はアルメニア軍がゴランボイ県、タタール県、アグダム県、アグジャバディ県を砲撃したと発表。8時頃、アゼルバイジャンのアリエフ大統領は、アゼルバイジャン軍がジャブライル県の村数か所を制圧したと発表した。アルメニア国務省は、アゼルバイジャン軍が砲撃と前進を開始したと発表した。12時にアゼルバイジャンは、アルメニア軍がバクー・ノヴォロシースクパイプラインへミサイルを発射したものの標的を外したと発表したが、アルメニア側は攻撃を否定した。
10月20日12時頃、アゼルバイジャン国防省は、アルメニア軍がアグダム県とタタール県を砲撃したと発表。約2時間後にアゼルバイジャンのアリエフ大統領は、アゼルバイジャン軍がザンギラン県ザンギラン、フィズリ県、ジャブライル県、ホジャヴェンド県周辺の村を制圧したと発表、キャルバジャル県ヴェンをチナリに改名した。アゼルバイジャン国防省はその後まもなく、ザンギランの制圧を示す映像を公開し、BBCロシアンサービスがアゼルバイジャン側の発言の裏付けを確認した。アルメニア国防省は、アゼルバイジャン軍がアラス川沿いに後退していると発表したが、アゼルバイジャン側は否定した。
10月21日午前中、アゼルバイジャンはアルメニア軍がタタールを砲撃したとして非難し、アルメニアはアゼルバイジャン軍がアグダラを砲撃したとして非難した。20時30分頃、アゼルバイジャンのアリエフ大統領は、アゼルバイジャン軍がフィズリ県、ジャブライル県、ザンギラン県の集落22か所を制圧したと発表した。
10月22日、アルメニア国防省はホジャヴェンドがアゼルバイジャン軍によって一晩中砲撃されたと発表した。9時頃、アゼルバイジャン国防省は弾道ミサイルがアルメニア本土からタタールとキュルダミルに向けて発射されたと発表したが、アルメニア側は否定した。12時頃、アゼルバイジャン国防省は、アゼルバイジャン軍がナヒチェヴァン自治共和国内でアルメニア軍のUAVを撃墜したと発表した。17時30頃、アゼルバイジャンのアリエフ大統領は、アゼルバイジャン軍がフィズリ県、ジャブライル県の村数か所を制圧したと発表、さらに、アゼルバイジャン軍がザンギラン県アグベンドを制圧し、映像を公開したと述べた。アルメニア側はこの発表を否定した。

### 三度目の停戦合意とその死文化
10月25日、アルメニアとアゼルバイジャンはアメリカ合衆国の仲介によって、10月26日8時からの「人道的停戦」で合意したが、停戦発効後一時間以内で両サイドより停戦違反の告発があり、戦闘が再開された。

10月27日、アゼルバイジャンはアルメニア軍がバルダ付近の村をミサイル攻撃し、民間人4人が死亡、13人が負傷したと発表、アルメニア国防省は攻撃を否定した。また、ナゴルノ・カラバフ人権オンブズマンはアゼルバイジャン軍がゲガルクニク地方マルトゥニ付近の村をクラスター弾を搭載したロケット弾で攻撃し、民間人3人が負傷したと発表した。

## 停戦協定締結とその後

### 四度目の停戦合意
11月9日、アゼルバイジャンは、シュシャを制圧したと発表。
11月10日、アゼルバイジャンはロシア軍のヘリコプターを撃墜したことを謝罪すると発表した。ついでアルメニア、アゼルバイジャン両国はロシアとともに完全な停戦で合意し、ロシアのウラジーミル・プーチン大統領、アルメニアのパシニャン首相、アゼルバイジャンのアリエフ大統領がモスクワ時間午前0時より完全な停戦を宣言する文書に署名したと発表。アルメニアは紛争以前の支配地域のうち旧来のナゴルノ・カラバフ地域とラチン回廊を除く、ナゴルノ・カラバフ地域の周辺部分をアゼルバイジャンに返還し、アルツァフ共和国として残る部分にもロシア軍が駐留するほか、ロシアとトルコによる今後5年の平和維持が盛り込まれた。
同日、アルメニアの停戦反対派は首都エレバンにあるアルメニアの国会などの政府庁舎を占拠。事実上敗北の協定を結んだ政府に対する抗議運動は収まらず、11月16日にはゾラブ・ムナチャカニャン外相が辞任に追い込まれた。

### 停戦後
2021年1月11日、ロシアのウラジーミル・プーチン大統領は首都モスクワにアゼルバイジャンのアリエフ大統領、アルメニアのパシニャン首相を招いて首脳会談を行った。戦場となった地域の復興に向けた副首相級による作業部会の設置で合意。戦後復興でロシアが主導権を発揮する狙いがあると報道されたが、パシニャン首相は捕虜交換などが未解決だと指摘した。
2021年5月27日、アゼルバイジャン国防省は、アルメニア軍兵士が国境を越えて地雷を設置しようとしたとして6人の拘束を発表した。アルメニア国防省は6人が「拉致された」と反論し、5月25日には国境地帯でアルメニア軍兵士1人が死亡したと明らかにした。
2022年2月24日に始まったロシアのウクライナ侵攻で、ロシアはウクライナの早期制圧に失敗し、ナゴルノ・カラバフに展開した停戦監視部隊（約2000人）やアルメニア駐留ロシア軍から一部を引き抜いて対ウクライナの前線へ転戦させたとみられ、外交的にもウクライナ問題以外へ向ける余力が乏しくなった。
同年3月25日、「アルツァフ共和国」防衛軍は同軍の公式Twitterを通じ、アゼルバイジャンからドローン攻撃を受けたと発表した。9月にはアルメニアとアゼルバイジャンの間で軍事衝突が再燃し、合計200人以上が死亡した（2022年アゼルバイジャン・アルメニア軍事衝突）。
アルメニアは、ロシア主導の軍事同盟CSTO（集団安全保障条約機構）に参加しており、同年11月23日にエレバンで開かれたCSTO首脳会議で、最近2年間でアゼルバイジャンから三度の攻撃を受けたと主張し、CSTO非加盟のアゼルバイジャンからの攻撃を、CSTOやロシアの停戦監視部隊が抑止できないことに強い不満を表明して共同宣言署名を拒否した。

### 新たな武力衝突
2023年9月19日、アゼルバイジャン国防省は、ナゴルノ・カラバフのアルメニア支配地域における「対テロリズム作戦」の開始を発表。戦闘は24時間続き、アルツァフが事実上降伏する形で終結した。

## 主要な戦闘
北部
- マダギス攻勢（英語版）9月27日–10月3日

南部
- アラス谷戦役（英語版）9月27日–11月10日
- ハドルトの戦い（英語版）10月7日–10月30日
- ラチン攻勢（英語版）10月23日–11月10日
- シュシャの戦い (2020年)（英語版）11月4日–11月7日

## 戦術

### 分析・評価

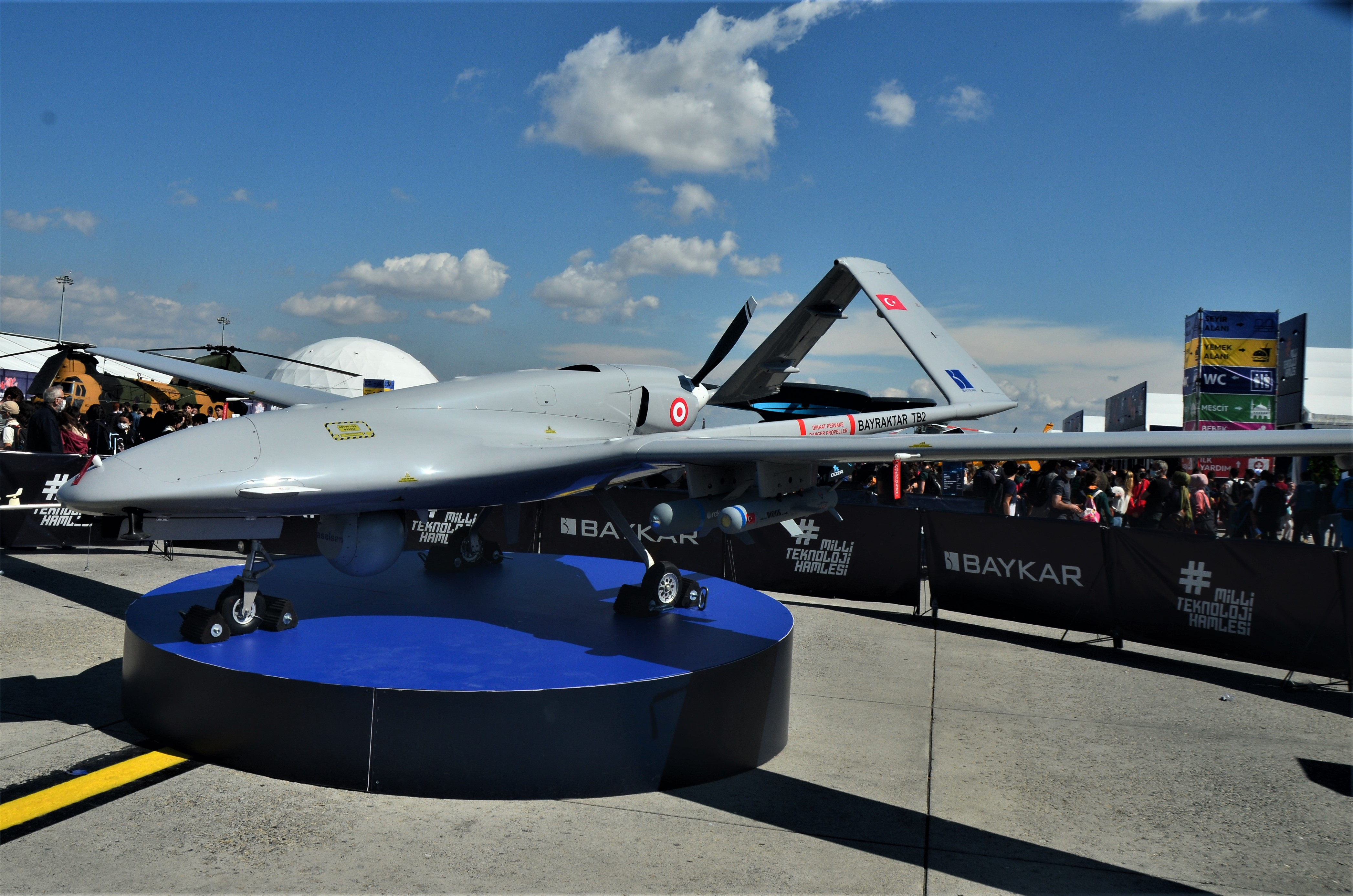
トルコ製バイラクタルTB2無人攻撃機。「アゼルバイジャン軍はイスラエル製及びトルコ製のUAVを極めて効果的に運用し、これが戦果に大きく貢献した」。アゼルバイジャンはTB2を攻撃のみならず偵察や火力誘導等戦闘支援，さらには撮影した映像をプロパガンダで使用したと報告されている。

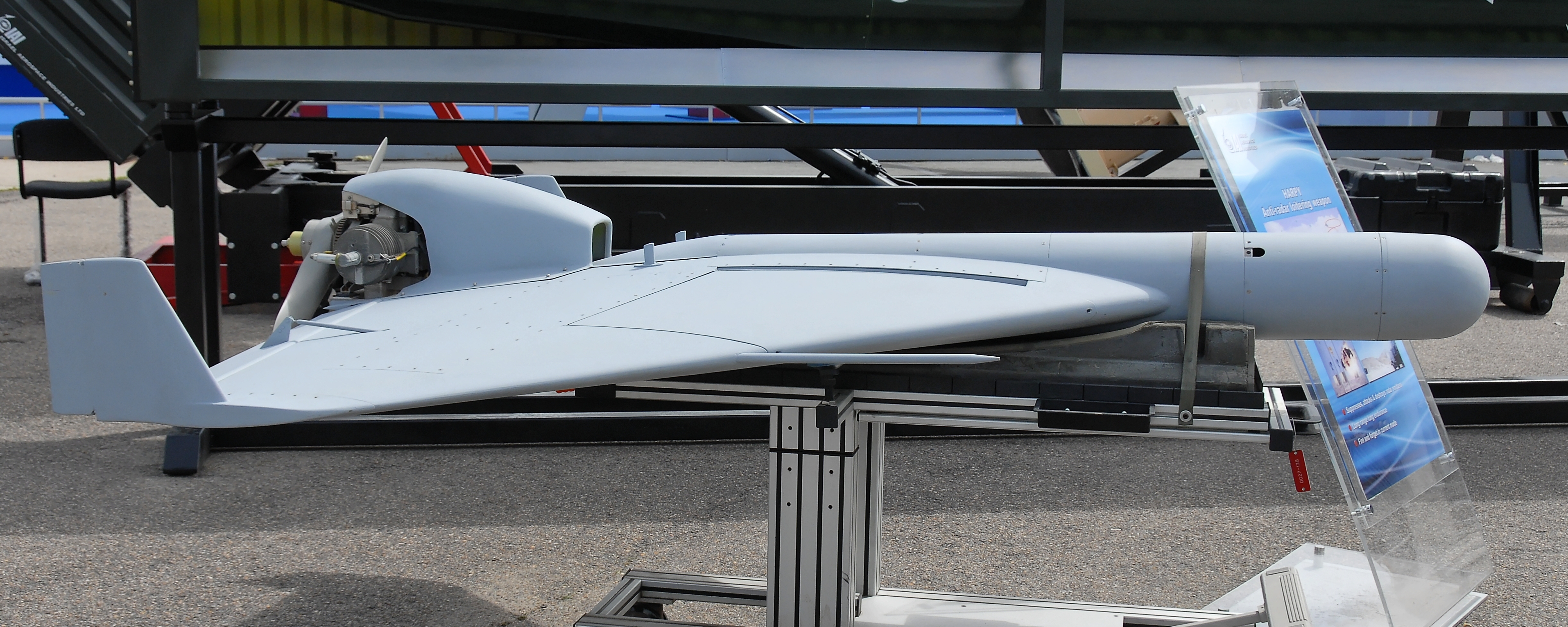
イスラエル製ハーピー（ハロップ）自爆ドローン

#### 軍人
ロシア軍機関紙は両軍の人的損耗の統計から、アルメニア軍に比してアゼルバイジャン軍の方がより経験豊富な軍人によって構成されていたと推察している。また、 アルメニアは現地のアルツァフで集めた兵士を最前線に送る一方で、本国からは部隊を出さなかった。
CNAロシア研究プログラム責任者でケナン研究所特別研究員のマイケル・コフマンは、アゼルバイジャンが自国兵士の損耗を限定するためにシリアからの傭兵を展開させ、「アゼルバイジャンは当初かなりの損害を出したが、この際、傭兵は第一波の攻撃部隊として消耗品のように使われた。」と主張している。

#### 兵器
アゼルバイジャンは石油収入の富などを元手に2010年からの10年間でアルメニアの3倍以上もの軍事予算を編成し、イスラエル、ロシア、トルコから最新兵器を購入していた。両国の軍隊はほぼ同規模であったが、アゼルバイジャンは高性能な戦車、装甲兵員輸送車及び歩兵戦闘車を保有し、大量のドローンを導入していた。アゼルバイジャンは砲兵（特に自走砲及び長射程の多連装ロケット砲）に強みがあり、一方でアルメニアは戦術弾道ミサイルにわずかな強みがあった。
以前のナゴルノ・カラバフ紛争でアルメニア軍に対して劣勢だったアゼルバイジャン軍は、トルコ製攻撃ドローン「バイラクタル TB2」やイスラエル製自爆ドローン「ハーピー」を輸入して、それら兵器での想定される戦域、状況における戦術を研究していた。アゼルバイジャン軍は旧ソ連時代に開発された複葉機（An-2）を大量に用意し、これを無人で飛ばしてアルメニアの陣地上空に突っ込ませ、アルメニアの防空網に迎撃を行わせて布陣された防空兵器の所在をあぶり出し、位置を露呈された地対空ミサイル（SAM）ならびそのレーダーシステムに対してドローンやミサイルで撃破するなど新旧の兵器を組み合わせて活用した。当初、アゼルバイジャン軍はAn-2を無人機に改造して囮として使用したと考えられていたが、どの機体も旋回を行わず真っ直ぐに敵陣へ突っ込んで来ており、改造は行われておらずパイロットが操縦して離陸し、進行方向を定めた後にパイロットはパラシュートで脱出するという使い捨て方式だったことが判明している。アゼルバイジャンは囮役のAn-2を突っ込ませてアルメニア防空網のレーダーを起動させたら、次にレーダー波を感知して自爆突入する、イスラエル・エアロスペース・インダストリーズ（IAI）製「ハーピー」「ハーピーNG」「ハロップ（ハーピー2）」という徘徊型兵器で攻撃した。こうしてアルメニア側の防空網が機能しなくなったら、アルメニアの戦車、火砲、ミサイル発射機、塹壕内の兵舎や、後方から前線に向かう増援、補給部隊へ攻撃目標を移し、これらを撃破して戦場で優位に立った。
両国とも防空システムを有していたため、戦争間に有人航空機が使用されることは少なかった。
アルメニア軍が導入していた、S-300地対空ミサイルなどロシア製防空網が対抗できなかったことや、ロシア軍が偵察ドローンに偏重して攻撃ドローンの開発・配備が遅れていることが浮き彫りになり、ロシアを含む各国の軍事関係者にも注目されている。

#### 作戦
アゼルバイジャン軍は、ナゴルノ・カラバフ中部から北部にかけて構築されたアルメニア軍の要塞地帯「オハニャン線」を迂回し、南部の比較的平坦な地域から攻撃した。

### 分析・教訓
欧州外交関係委員会のグスタフ・グレッセル博士による分析は以下の通りである。
アルメニアの敗因は対ドローン防空システム及び電子戦装置の欠如である。アルメニアで最も「近代的な」防空システムであるS-300 (ミサイル)のPT及びPSシリーズと9K37ブークのレーダーは小さくて遅いドローンを無視するように設計されており、それを再設定するためにはシステム全体の大規模改修が必要だった。また、アルメニアに配備されているロシア製兵器は、輸出用のモンキーモデルであり、小さなドローンの検出に必要な、複数のレーダの機影を一つに集約するプロットフュージョン機能を有していなかった。また、アルメニアはドローンと誘導装置の通信を遮断するための電子戦装置を有していなかった。戦争の最後の数日間のみ、アルメニアの都市ギュムリに駐屯するロシア軍がクラスハ電子戦システムを運用してアゼルバイジャンのバイラクタル TB2の活動を妨害した。それでもアゼルバイジャンは、ドローンの自律機能により運用を続けた。この教訓は、米国、ロシア、中華人民共和国だけでなくトルコ、イスラエル、南アフリカ共和国などの地域大国においても自律型致死兵器の研究を促すだろう。
アゼルバイジャンの勝因はドローンと火砲を連携させ、敵予備隊を阻止し、局地的に戦闘力を優越させて各個撃破したことである。アゼルバイジャンは、①偵察ドローンにより敵の主戦闘地域の陣地の位置及び予備部隊の位置を標定、②クラスター爆弾、多連装ロケット砲、LOLA戦域弾道ミサイルにより予備部隊を打撃するとともに主戦闘地域と予備部隊を結ぶ橋・道路を破壊。（この際コマンド部隊による遊撃行動を併用）③予備隊が増援できず孤立した地域に戦力を集中して各個撃破した。この戦術は、一般的に防御が容易であると考えられている山岳地帯で有効であった。なぜならば山岳地帯では主戦闘地域と後方地域を結ぶ道路が少ないため、ドローンは容易に目標を発見できるからである。アゼルバイジャンのドローンの運用が洗練されている一因にはトルコの軍事顧問の存在がある。
ヨーロッパのほとんどの防空部隊はアルメニア軍と同様にドローンに対処できない。冷戦以降、ヨーロッパの軍隊は機関砲タイプの自走式対空砲を段階的に廃止してきた。主に配備している携帯式防空ミサイルシステムのスティンガーミサイルや9K38 イグラなどは小さなドローンを標定することが難しい。ヨーロッパの軍隊は、ドローンを標定するための高解像度のセンサーフュージョン又はプロットフュージョン機能を持つ装甲化された防空システムを有していない。フランスとドイツだけが短距離のドローン妨害装置及び基地防空アセットを有している。
英国王立防衛安全保障研究所（RUSI）のジャック・ワトリング博士とシドハース・カウシャル博士は戦術弾道ミサイル及びドローンの普及により、中小国は長射程精密射撃が可能となり、大国と同じ戦術が行えるようになったと分析する。アゼルバイジャンが運用したドローンはそれ自体で精密攻撃が行え、さらに旧来の野戦砲及び多連装ロケット砲の観測手段として使うことによって安価に長射程精密射撃を可能とした。これにより、かつては大国の領分であった、縦深地域の集結地、指揮所、兵站地域、予備部隊、重要な橋・道路、重要なインフラ施設を攻撃できた。この際、ドローンと戦術弾道ミサイルは一般的な軍隊の防護の「隙間」を縫って機能するため対処が難しいという。対処手段は多層的な防空システム及び電子戦装置を導入することであるが、これらは高価であることが問題となる。さらに防空システムや電子戦装置は電波を発射することによって敵に位置を暴露する弱点がある。そのため、デコイ、偽電波発射、陽動といった欺騙を積極的に行ってその弱点を補う必要がある。
フォーリン・ポリシー誌は、両国が公開する映像から両軍の部隊運用の稚拙さを指摘する。航空優勢が失われているにもかかわらず、戦車等は偽装もせずに密集したり、また遮蔽物のない広く開けた地域を諸職種協同の掩護もなく前進して撃破されているからである。両軍の戦車等の大量損耗の原因は、最新装備の有無よりも訓練不足であると総括する。

## アルメニアとアゼルバイジャンの非軍事的行動

### アルメニア

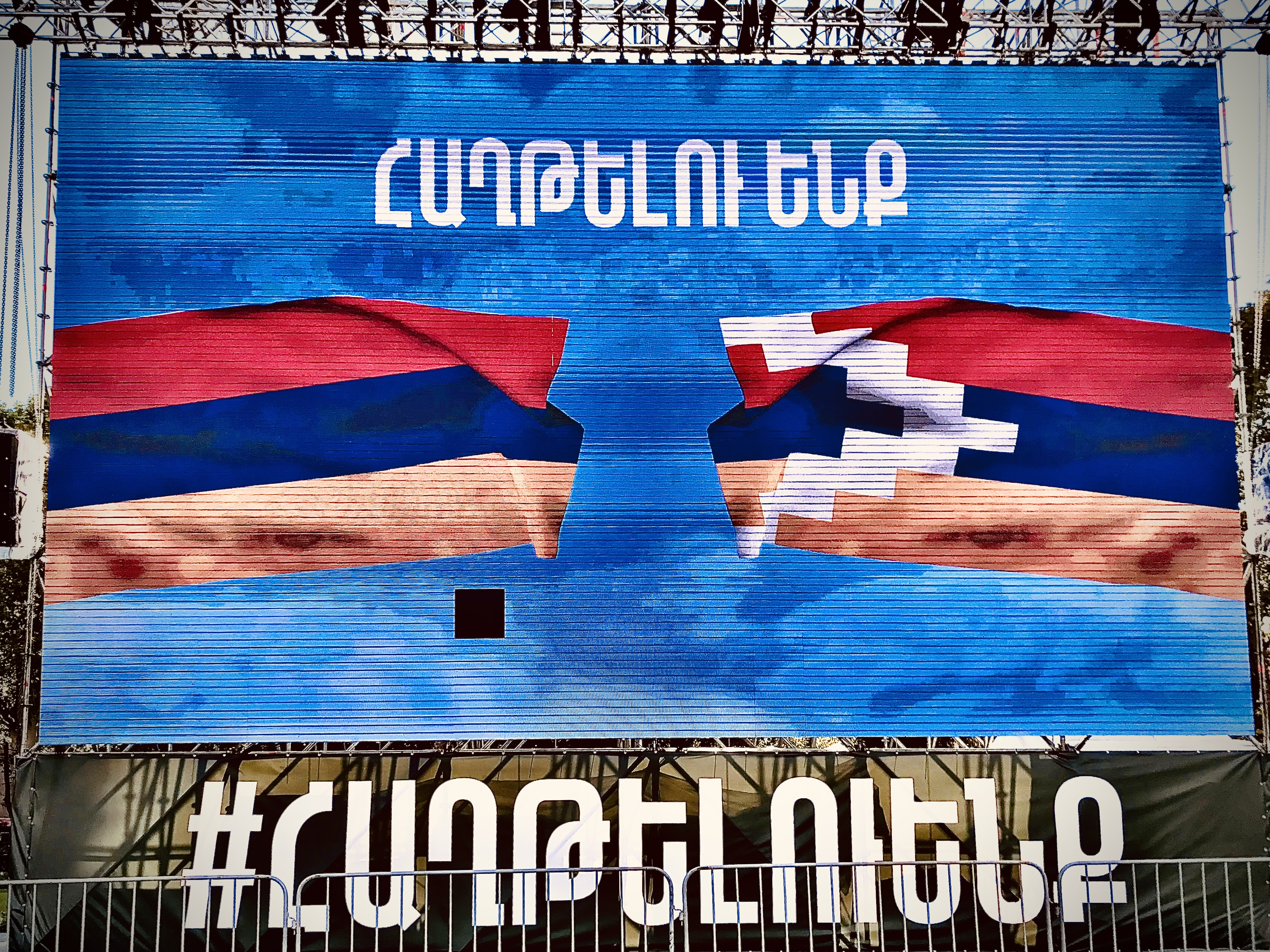
アルメニアのエレバンに掲げられた、アルツァフ共和国を支援するスローガン

9月28日、予備役動員リストに登録されている18歳以上の全ての男性の出国を禁止した。
9月29日、2008年の大統領選挙後の騒乱事件で起訴されたロベルト・コチャリャン前大統領とその他関係者の裁判を延期した。被告の一人、セラン・オハニアン元国防相がアゼルバイジャンが攻撃中のアルツァフ共和国に行ったためとしている。
10月1日、TikTokへのアクセスが遮断された。アルメニア国家保安庁が、アゼルバイジャンのスパイ容疑で元アルメニア軍高官を逮捕、起訴したと発表し、10月4日にはスパイ容疑で複数の外国人が逮捕された。
また、10月1日にアゼルバイジャンへの武器売却に抗議して、駐イスラエル大使を召還した。

### アゼルバイジャン

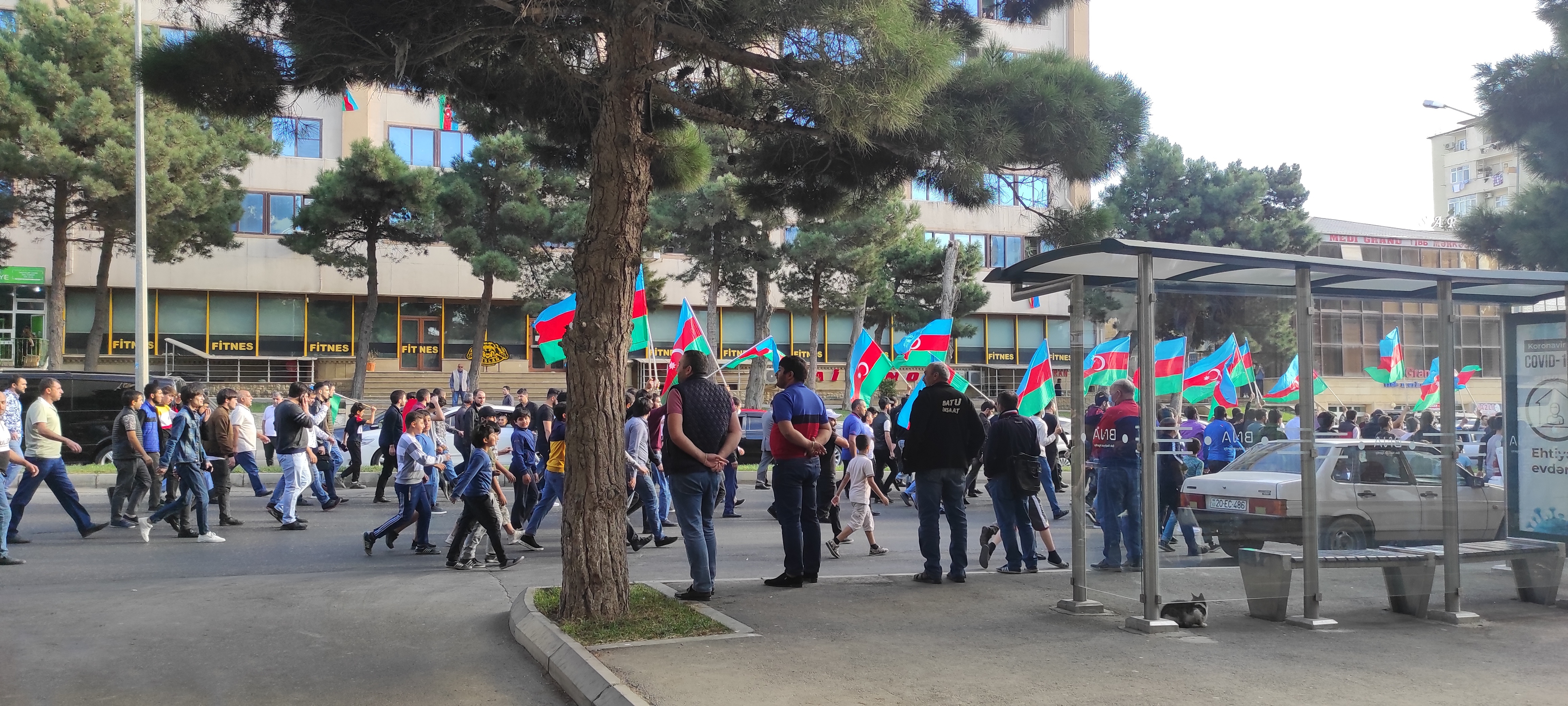
アゼルバイジャン国旗を手にバクー市内を行進する市民

9月27日、アゼルバイジャン当局は軍事衝突直後にインターネット接続を制限した。公式声明では、アルメニアの挑発を防ぐためとされた。アゼルバイジャン国民議会は、9月28日深夜からバクー、ギャンジャ、ギョイギョル、イェヴラフをはじめとする多くの地域で夜間外出禁止令を宣言した。アゼルバイジャン航空は、9月30日まで国内全ての空港が閉鎖され、国内線が運休すると発表した。アゼルバイジャン軍事検察庁は、フィズリ、タタール、カラバフ、ギャンジャでの戦争犯罪およびその他犯罪の捜査を開始した。
9月28日、アリエフ大統領は部分的動員を承認する法令を発行した。
12月10日、アゼルバイジャンは首都バクーで戦勝パレードを開催した。同国を支援したトルコのレジェップ・タイイップ・エルドアン大統領が主賓格で招かれて「栄誉ある勝利」と祝辞を述べ、トルコ軍兵士も行進に参加した。

## 死傷者と両軍の損害
民間人および両軍兵士の死傷者数は公式には数百人から数千人と幅があり、両政府当局から発表された死傷者数の検証はされていない。アゼルバイジャン第2の都市のギャンジャや、アルツァフ共和国首都であるステパナケルトを含む主要都市が被害を受け、多くの住居が破壊された。

### 民間人
アルメニアの発表によれば、9月27日にアルツァフ共和国のマルトゥニ地区でアゼルバイジャン軍の砲撃により民間人2人が死亡、ステパナケルトで約12人が負傷した。しかし、アゼルバイジャン国防省はアルメニアの発表を否定した。10月10日、アルメニアのメディアは、ハドルトで障害を持つ母親と息子の2人がアゼルバイジャンの侵入者によって殺害されたと報じた。アルメニアは10月17日までに、民間人40人が軍事衝突で死亡と発表した。
アゼルバイジャンの発表によると、アルメニア軍は人口密集地域を標的にしており、アゼルバイジャン検察庁は10月17日の時点で、民間人60人が死亡、270人が入院したとしている。
アルメニアの情報筋によると、軍事衝突によってアルツァフ共和国の人口の半分にあたる約70,000人が避難した。
報道関係者にも被害が出ており、10月1日、マルトゥニでの軍事衝突を報道した『ル・モンド』のフランス人ジャーナリスト2人が、アゼルバイジャン軍の砲撃により負傷した。1週間後には、シュシャで報道していたロシア人ジャーナリスト3人がアゼルバイジャン軍の攻撃で重傷を負った。10月19日、AzTVのアゼルバイジャン人ジャーナリストがアグダム県で中継中、アルメニア軍の砲撃によって負傷した。

### 軍人

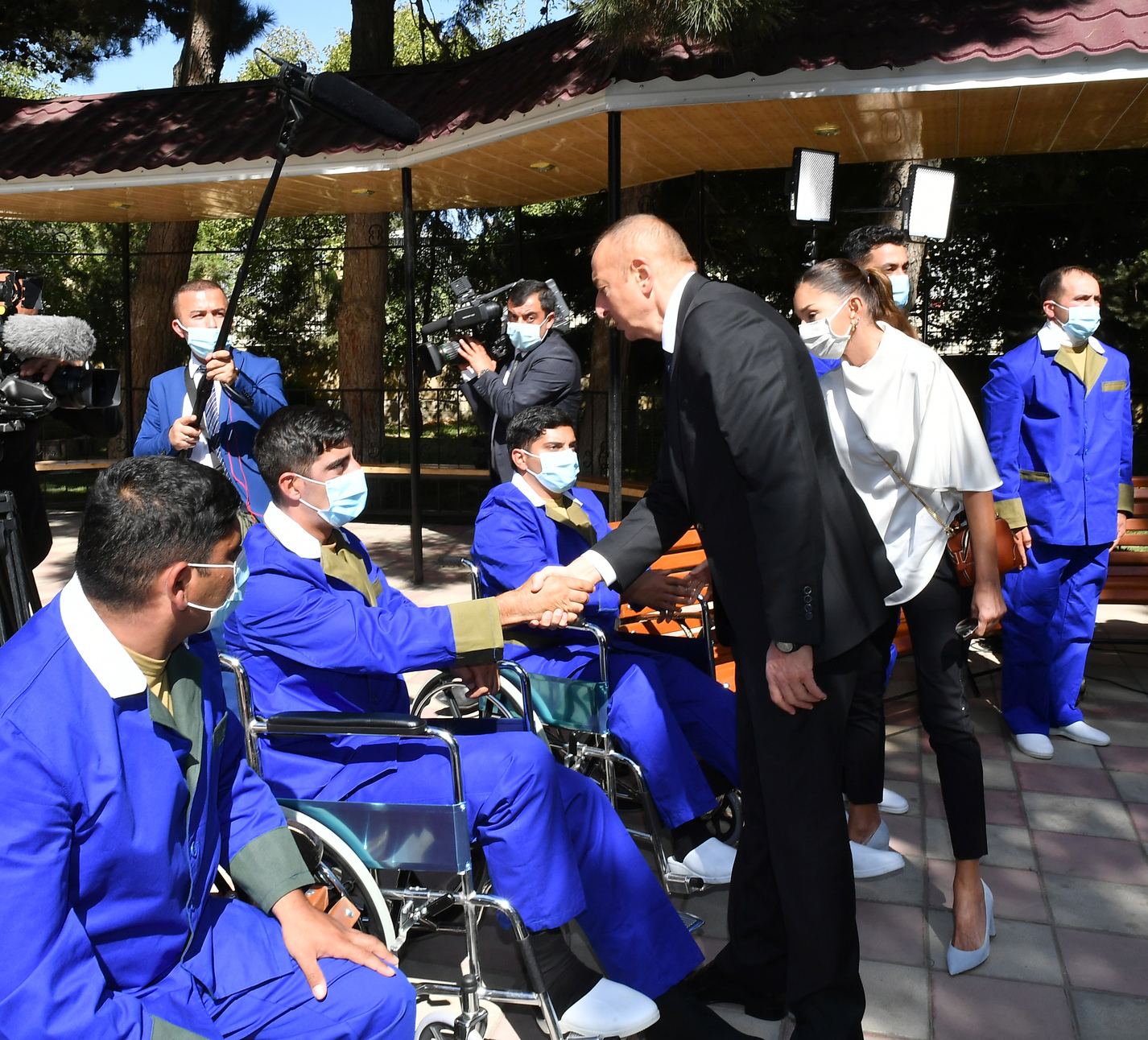
負傷したアゼルバイジャン軍兵士を見舞う、アリエフ大統領と夫人のメフリバン第一副大統領

軍事衝突後、アゼルバイジャン政府は戦死者数を公表していないが、アルメニアおよびアルツァフは、6,109人のアゼルバイジャン軍兵士とシリア人傭兵が戦死したと発表している。10月17日時点で、アルメニアのカラバフレコードのウェブサイトでは、戦死した819人のアゼルバイジャン軍人の氏名と階級を公表している。10月6日、アゼルバイジャン国防省は、アゼルバイジャン軍部隊が敗走し、200人の戦死者を出したとするアルメニア国防省の発表を否定した。シリア人権監視団は、アゼルバイジャン軍とともに戦闘に参加していたシリア人戦闘員または傭兵が、少なくとも134人戦死したとしている。
10月20日時点でアルツァフ当局は772人の兵士の戦死を発表し、アゼルバイジャン当局は9月30日時点で2,300人以上のアルメニア軍兵士が戦死または負傷したと発表した。アルメニア人の死傷者の年齢層は20歳代と推定されている。
10月15日、アゼルバイジャン軍兵士によって拘束されたアルメニア人2人が処刑される映像が浮上した。アルツァフ当局は1人を民間人として特定した。欧州人権裁判所のアルメニア代表は、公式の苦情申し立てを裁判所へ行う調査をしていると述べた。調査報道ウェブサイトのベリングキャットは映像を分析した結果、映像は本物であり、処刑された2人は10月9日から15日の間にアゼルバイジャン軍の捕虜となり、その後に処刑されたアルメニア軍兵士であると結論付けた。

### インフラ
10月8日、シュシャにあるガザンチェツォツ大聖堂がアゼルバイジャン軍の砲撃によって損傷した。10月19日には、アルメニア軍の砲撃によって、タタール県のアザド・カラコユンルにある綿花工場で火災が発生し、工場施設が全焼した。アルメニアが支援するナゴルノ・カラバフ人権オンブズマンの報告では、5,800の私有財産、自家用車520台が破壊され、960箇所の民間インフラ、産業および公共物が損傷した。また、アゼルバイジャン検察庁は民家1,941棟、民間施設382箇所、高層住宅90棟が被害を受けたと報告している。

### 兵器
10月7日までにアゼルバイジャン軍は、アルメニア軍の戦車および装甲車両約250両を破壊したほか、軍用車両150両、前線指揮所および監視所11箇所、BM-27を含む自走多連装ロケット砲と榴弾砲270門、S-300地対空ミサイルシステム4基、9K33自走地対空ミサイルを含む防空システム60基、UAV（無人航空機）18機、弾薬庫8箇所を破壊した。10月12日、アゼルバイジャン軍はOTR-21自走戦術弾道ミサイル1両を破壊したと発表、10月14日には、T-72戦車5両、BM-21自走多連装ロケット砲3両、9K33自走地対空ミサイル1両、BMP-2歩兵戦闘車1両、KS-19高射砲1門、D-30榴弾砲2門などを破壊したと発表した。また、ギャンジャとミンゲチェヴィルを攻撃していた9K72戦域弾道ミサイル発射機3両を破壊したと発表した。アゼルバイジャンのイルハム・アリエフ大統領は、10月16日時点でアルメニア軍の損失は20億米ドルに上ると述べた。
アルメニアとアルツァフは当初、アゼルバイジャン軍のヘリコプター4機撃墜、戦車および歩兵戦闘車10両、UAV15機を破壊したと発表していた。その後、戦車および装甲兵員輸送車36両、装甲戦闘工兵車2両、ヘリコプター4機、UAV27機を開戦初日に破壊したと発表し、アゼルバイジャン軍戦車5両が撃破または損傷した映像を公開した。10月2日、アルツァフ国防軍は、アゼルバイジャン軍のT-90戦車を含む軍用車両39両、Su-25攻撃機4機、Mi-24攻撃ヘリコプター3機、UAV17機を破壊したと発表した。

## 国際社会の反応
ロシア - 欧州安全協力機構ミンスクグループの共同議長国であるロシアは中立を保ち、仲介役に徹している。10月2日、共同議長国であるフランスとアメリカ合衆国とともに、ナゴルノ・カラバフでの敵対行動の即時停止を求め、アルメニアとアゼルバイジャンに前提条件なしでの停戦交渉を継続するよう要請した。10月6日、ロシアのセルゲイ・ラブロフ外相とイランのカウンターパートであるモハンマド・ジャヴァード・ザリーフ外相は、トルコのアゼルバイジャン支援の可能性とともに、今回の軍事衝突へのシリアとリビアの戦闘員関与について懸念を表明した。ロシアとアルメニアは集団安全保障条約（CSTO）に加盟しているが、10月8日にロシアのプーチン大統領は、軍事衝突はアルメニア領土では発生していないため、ロシアは軍事介入しないだろうと述べ、ロシアはアルメニアとアゼルバイジャン双方と良好な関係であることを確認した。10月9日、ラブロフ外相はモスクワでアルメニアとアゼルバイジャン外相との10時間に及ぶ会談後、停戦を仲介したがすぐに破られた。10月22日、プーチン大統領は、1980年代に発生したアルメニアとアゼルバイジャンの民族衝突が紛争の根源であるとの考えを示し、特にアゼルバイジャンのスムガイトで発生した民族暴動に言及した。
 アメリカ合衆国 - 9月27日、ドナルド・トランプ大統領は、軍事衝突を「強い関心をもって注視している。事態を止めることができるか検討する」と述べた。2020年アメリカ合衆国大統領選挙候補のジョー・バイデン元副大統領は、トルコが今回の紛争に「立ち入らない」よう要求した。多くのアメリカ合衆国議会議員は、アゼルバイジャンに対する批判を声高に発言し、10月22日にはフランク・パロン下院議員は、「アルツァフ共和国を支持し、民族自決の権利を認め、アゼルバイジャンとトルコの侵略を非難する」として、数十人の同僚議員の支持を得て超党派の決議を導入すると述べた。10月23日、マイク・ポンペオ国務長官がアルメニアおよびアゼルバイジャンの外相と停戦に向けて個別に会談、トランプ大統領は軍事衝突の終結に向けて「良好な進展」が見られるとしつつも、詳細は語らなかった。10月25日、ロバート・オブライエン国家安全保障問題担当大統領補佐官は、「大統領の指示の下、我々は週末中ずっとアルメニアとアゼルバイジャン間の停戦仲介の努力をしてきた。アルメニアは停戦を受け入れたが、アゼルバイジャンはまだだ。我々は彼らに合意するように促している」と語った。10月25日、アメリカ合衆国国務省はアルメニアとアゼルバイジャンとの共同声明を発表し、10月26日8時からの人道的停戦で合意したことを明らかにした。
 トルコ、 パキスタン - トルコとパキスタン政府はアゼルバイジャンへの支持を表明しており、停戦違反したとしてアルメニアを非難した。トルコのレジェップ・タイイップ・エルドアン大統領は当初、アゼルバイジャンにナゴルノ・カラバフ戦争で失われた全ての領土を奪還するまで軍事行動を続けるよう促した。また、過去25年間にわたる欧州安全協力機構ミンスクグループの活動を失敗だとし、外交的解決を妨げる「行き詰まった戦術」と批判した。さらに10月1日には、フランス、ロシア、アメリカからの停戦の共同要求を却下する声明を発表した。なお、トルコのみが国家承認する北キプロス・トルコ共和国もアゼルバイジャンへの支持を表明している。
 キプロス - キプロスは、アゼルバイジャンの停戦違反とエスカレートする行動を非難し、平和的交渉への復帰を求めた。
 シリア - シリアのバッシャール・アル＝アサド大統領は、軍事衝突へのトルコの介入を非難した。
 ギリシャ - ギリシャのニコス・デンディアス外相は10月16日にアルメニアの首都エレバンを訪問し、トルコの介入が深刻な国際的懸念を引き起こしているとし、他国の干渉を終わらせることが重要であるとの認識を示した。
 イスラエル - ルーベン・リブリン大統領は、暴力の再開と人命の損失に遺憾の意を表明し、長年のアゼルバイジャンとの協力関係は攻撃的な目的ではないと述べ、イスラエルはアルメニアとの関係促進に関心があり、人道的援助の提供準備ができていると付け加えた。ベニー・ガンツ国防相は、トルコがこの地域の和平努力を妨害したとして非難し、「直接的なテロ行為」を中止するよう、トルコに国際的な圧力をかけるよう求めた。イスラエルは、アゼルバイジャンへの支援停止の可能性についてのコメントを拒否した。
 イラン - イランは、今回の軍事衝突に対する軍事的解決策は存在しないと述べ、停戦と政治対話の必要性を強調し、軍事衝突への懸念を表明、また、アゼルバイジャンの領土奪還への支持を表明した。
 アフガニスタン - アフガニスタンは、アルメニアによるナゴルノ・カラバフの占領終結を求め、停戦を呼びかけるとともに平和的解決を促した。
 日本 - 10月1日、日本の加藤勝信内閣官房長官は軍事衝突によって民間人を含む人的被害が出ていることに対して「深刻な懸念」を表明し、全ての当事者に軍事行動の即時停止と最大限の自制、対話の実施を求めた。
 ハンガリー - ハンガリーは、アゼルバイジャンの領土奪還を支持し、欧州安全協力機構ミンスクグループによる紛争解決策を支持すると述べた。
 ウクライナ - ウクライナは、アゼルバイジャンの領土奪還を支持するものの、アルメニアとアゼルバイジャン双方に軍事援助を提供しないと述べ、国内のアルメニア人とアゼルバイジャン人コミュニティ間の民族衝突を回避したいと述べた。
 アルバニア - アルバニアは、アゼルバイジャンの領土奪還を支持すると述べ、紛争解決のための平和的交渉を双方に呼びかけた。
 ボスニア・ヘルツェゴビナ - ボスニア・ヘルツェゴビナのシェフィク・ジャフェロビッチ大統領評議会議長とバキル・イゼトベゴヴィッチ大統領評議会ボシュニャク人代表は、1992年から1995年まで続いたボスニア・ヘルツェゴビナ紛争と比較しつつ、アゼルバイジャン支持を表明し、アルメニアを非難した。
アルゼンチン、カナダ、チリ、中国、クロアチア、エストニア、フランス、ジョージア、ドイツ、インド、インドネシア、カザフスタン、ラトビア、リトアニア、モルドバ、ポーランド、ルーマニア、サウジアラビア、イギリス、ウルグアイ、バチカンは、軍事衝突の平和的解決を求めた。
未承認または一部国が国家承認している沿ドニエストル共和国、アブハジア共和国、南オセチア共和国・アラニヤ国は、アルツァフ共和国の独立と支持を表明した。

## 評価
紛争当事国および関係する諸国は、この戦争の停戦後に以下のような損得があった。

### アゼルバイジャン
ナゴルノ・カラバフ地域の約4割を奪回するとともに、分断されていた飛び地ナヒチェヴァン自治共和国とアゼルバイジャン本土を結ぶ輸送路を獲得した。ナゴルノ・カラバフ首都ステパナケルトを見下ろすシュシャ及びロケット砲が届くアグダム地区を占領し、いつでも砲撃できる態勢を構築するとともに、アルメニア本土とステパナケルトを結ぶ輸送路を支配下に置くといった軍事的利益を得た。一方でナゴルノカラバフ問題は未解決のままであり、憲法上禁止されているアゼルバイジャン国内へのロシア軍の駐留を許す不利益を被ることとなった。

### アルメニア
ナゴルノ・カラバフ地域の約4割を失い、同地に居住していたアルメニア系住民約8万人の生活基盤が失われた。ナゴルノ・カラバフの全ての緩衝地帯を失い、特にナゴルノ・カラバフ首都ステパナケルトは軍事的脅威に晒されることとなった。またナゴルノ・カラバフにロシア軍の駐留を許す不利益を被ることとなった。

### ロシア
旧ソ連の未承認国家では唯一影響力を及ぼせていなかったナゴルノ・カラバフにロシア軍を駐留させ、アゼルバイジャン、アルメニアの双方に対する存在感を高めた。また最終的に停戦を主導し、欧米に紛争の仲介役をさせず、南コーカサスにおける欧米の影響力を著しく低下させた。
一方で、アルメニア軍のロシア製防空システムが機能していなかったこと、またアルメニアを事実上見放したことは、ロシアの軍事的地位を低下させた。さらに紛争の結果、トルコの影響力拡大が現実の脅威として大きくなった。以上のことから、ロシアにとって利益もあったが、損失も大きかった。
さらに2022年に入り、対ウクライナ戦争に忙殺されて紛争の再発を防止できず、アルメニアから強い不満を表明されている。

### トルコ
トルコは、中央アジア諸国で構成するテュルク諸国機構の加盟国であるアゼルバイジャン
を支援して勝利に貢献した。アゼルバイジャンが本土と、トルコと国境を接する飛び地領土ナヒチェヴァン自治共和国との輸送路を確保したことにより、トルコからカスピ海へのアクセスが容易となり、中央アジアへの影響力を拡大させる上で有益な手段を獲得した。軍事的にはトルコ製のUAVの評価が高まった。今後、トルコの旧ソ連地域における影響力拡大は極めて大きくなる。
トルコは、オスマン帝国時代のアルメニア人虐殺を巡る遺恨をアルメニアから受けていることもあり、ナゴルノ・カラバフ戦争でアゼルバイジャンへの連帯を示すため1993年にアルメニアとの国境を封鎖しており、事実上の断交状態にあった。この両国の関係正常化には、紛争で優勢になったアゼルバイジャンが反対を取り下げたほか、ロシアの仲介もあり、トルコのエルドアン大統領が2022年10月6日にアルメニアのパシニャン首相と会談し、終了後の記者会見で、アルメニアとアゼルバイジャンが平和条約を締結すれば、トルコもアルメニアとの国交を正常化できると述べた。

### 米仏
米仏は仲介役を果たせず、コーカサスに影響力を及ぼしうる大国としての立場を失った。2022年に再燃した紛争に対して、停戦呼び掛けや和平仲介などに乗り出した
が、アゼルバイジャン政府は、アルメニアへの支援を理由にフランスの介入を拒否した。

### イラン
アゼルバイジャン本土とナヒチェヴァンを結ぶ、イラン領を経由しない陸路の回廊が建設されることにより、アゼルバイジャンにとってのイランの重要性が低下した。

## 復興と開発
アゼルバイジャンは2021年度予算で、復興事業費22億マナト（約1300億円、歳出全体の8％）を計上。
トルコとアゼルバイジャン本土へはナヒチェバン経由で陸続きとなり、物流、電力供給・天然ガス供給などのエネルギールートが開かれる見通し。
奪還したフズリで3000メートル級の滑走路を有する空港を2021年内に開港予定。併せてシュシャと空港を直結する幹線道路も2022年に完成予定。アゼルバイジャンは空港を拠点に復興を加速させる考え。また、同空港はアルメニアや周辺ににらみを利かせる戦略上の拠点となる見通し。 
鉱物資源開発公社アゼルゴールドのイブラヒモフ総裁は、解放地域にある金、銅、亜鉛、鉛、モリブデン、タングステン鉱床の開発計画を2021年8月に政府へ提出予定であると述べた。